# Chaplin n.º 164
Chaplin n.º 164 es un municipio rural canadiense situado en la provincia de Saskatchewan.

## Superficie
Chaplin n.º 164 tiene una superficie de 837,96 km².

## Demografía
En 2021, tenía 127 habitantes, una densidad poblacional de 0,2 hab./km², y 68 viviendas.